# Тхюи Чанг
Тхюи Чанг (вьет. Thùy Trang; 14 декабря 1973, Сайгон, Южный Вьетнам — 3 сентября 2001, Сан-Франциско, Калифорния, США) — американская актриса вьетнамского происхождения. Наиболее известна по роли Тринни Кван, оригинальной Жёлтого рейнджера в телесериале «Могучие рейнджеры».

## Биография
Родилась 14 декабря 1973 года в Сайгоне Южного Вьетнама в семье офицера Южновьетнамской армии, которая было защищала Сайгон от коммунистической армии Северного Вьетнама. У неё были два брата и одна сестра. После падения Сайгона в 1975 году отец Тхюи был вынужден оставить свою семью и бежал из страны, эмигрировав в США. До двух лет Тхюи и её семья жили в лагере для военнопленных, но затем её отец обратился к правительству США с просьбой предоставить политическое убежище его семье, и тем удалось сбежать из Сайгона.
В 1979 году, когда Тхюи было шесть лет, она и её семья тайно поднялись на борт грузового судна, направлявшегося в Гонконг. Это было очень трудное путешествие, так как почти девять месяцев им пришлось провести в тесном трюме, плотно забитым другими нелегальными беженцами, и постоянно бороться с нехваткой еды и воды. По меньшей мере четыре человека умерли во время пути, а один раз и сама Тхюи чуть не умерла от голода и выжила лишь потому, что её мать насильно заталкивала ей пищу в горло, пока она была без сознания (в какой-то момент все подумали, что девочка умерла и хотели выбросить её тело за борт, но её мать помешала им). В конечном итоге в 1980 году они воссоединились с отцом и поселились в калифорнийском городе Фаунтен-Вэлли. На момент прибытия в США Тхюи совершенно не говорила по-английски.
Изучала шаолиньское кунг-фу и в конце концов получила чёрный пояс. В 1992 году, когда ей было 18 лет, умер её отец. В тот же год Тхюи закончила Бэннингскую старшую школу и поступила в Калифорнийский университет в Ирвайне, чтобы изучать гражданское строительство. На первом же курсе она посетила вводное занятие по актёрскому мастерству, где её заметил актёрский агент, который предложил представлять её интересы. Начав актёрскую карьеру она в итоге прервала учёбу. Хобби Тхюи включало игру в теннис, бег трусцой и чтение любовных романов.

## Карьера
Кинокарьера Тхюи Чанг длилась с 1993 по 1996 года. За это время Тхюи сыграла и озвучила 4 роли.
Актёрский дебют состоялся в рекламе саентологии, хотя сама Тхюи была буддисткой. В 1993 году Тхюи получила роль Трини Кван в детском сериале «Могучие рейнджеры», который стал её единственной самой известной работой. Тхюи выиграла роль, обойдя во время прослушивания около 500 актрис разных национальностей. Тхюи снялась в 80 сериях, отыграв целиком первый сезон и половину второго, после чего вместе с коллегами, Остином Сент-Джоном и Уолтером Джонсом, приняла решение уйти из сериала, будучи недовольной своими гонорарами.
В дальнейшем она снялась в эпизодической роли в фильме «Неистребимый шпион» (где её неверно указали в титрах) и сыграла второплановую роль в фильме «Ворон 2: Город ангелов» (многими критиками её роль была оценена негативно). Позже Тхюи должна была сняться в ещё четырёх фильмах, но ни один из них так и не был снят.
В 2023 году вышел специальный выпуск: Могучие Рейнджеры: Однажды и навсегда к 30-летию Могучих Рейнджеров и в память об актёрах сериала Тхюи Чанг и Джейсоне Дэвиде Фрэнке.

### Фильмография
| Год       |     | Русское название                               | Оригинальное название                                               | Роль                       |
| --------- | --- | ---------------------------------------------- | ------------------------------------------------------------------- | -------------------------- |
| 1993—1994 | с   | Могучие Рейнджеры (Сезон 1) и (Сезон 2)        | Mighty Morphin Power Rangers Season 1 (1993–94), Season 2 (1994–95) | Трини Кван/Жёлтый Рейнджер |
| 1994      | ки  | Могучие Рейнджеры (видеоигра)                  | Mighty Morphin Power Rangers (video game)                           | Трини Кван/Жёлтый Рейнджер |
| 1995      | док | Энциклопедия боевых искусств: Звезды Голливуда | Encyclopedia of Martial Arts: Hollywood Celebrities                 | сама себя - Тхюи Чанг      |
| 1996      | ф   | Неистребимый шпион                             | Spy Hard                                                            | маникюрша                  |
| 1996      | ф   | Ворон: Город Ангелов                           | The Crow: City of Angels                                            | Кали                       |

## Смерть
27-летняя Тхюи Чанг погибла в автокатастрофе, произошедшей ночью 3 сентября 2001 года неподалёку от Сан-Франциско (штат Калифорния, США). Вместе с Тхюи Чанг в автокатастрофу попали её друзья, супруги-актёры Дастин Нгуен и Анжела Роквуд. Дастин выжил и вскоре пошёл на поправку, а вот его жена Анжела осталась инвалидом и с тех пор передвигается на инвалидной коляске.
Тхюи Чанг была кремирована 10 сентября 2001 года, а её прах был развеян в «Rose Hills Memorial Park», что в Уайтьере (штат Калифорния, США).